# Forges (affluent de la Meuse)
Pour les articles homonymes, voir Forges.
Les Forges (ou ru des Forges) est une rivière française qui coule dans le département de la Meuse. C'est un affluent de la Meuse en rive gauche.

## Géographie
Les Forges sont une rivière de l'Argonne. Il naît dans l'ouest du département de la Meuse, dans le bois de Malancourt (à l'est de la forêt de Montfaucon), sur le territoire de la commune de Malancourt. L'orientation générale de son cours va d'ouest en est. Il conflue avec la Meuse sur le territoire de Forges-sur-Meuse, à quinze kilomètres au nord (en aval) de la ville de Verdun. 

## Communes traversées
Les Forges traversent, d'amont en aval, les communes de Malancourt, Béthincourt et Forges-sur-Meuse, toutes trois situées dans le département de la Meuse. 

## Affluent
- Le Montzéville qui conflue en rive droite à Béthincourt.

## Hydrologie
Le bassin des Forges est presque entièrement situé en Argonne, zone à pluviosité élevée. Le module de la rivière au confluent avec la Meuse vaut 0,825 m3/s, pour un bassin versant de seulement 65,6 km2. La lame d'eau écoulée dans ce bassin est de 397 millimètres, ce qui est assez élevé, supérieur à celle de la moyenne de la France, tous bassins confondus, mais inférieur à la moyenne du bassin français de la Meuse (450 millimètres à Chooz, près de sa sortie du territoire français ). Le débit spécifique ou Qsp des Forges se monte dès lors à 12,58 litres par seconde et par kilomètre carré de bassin versant.